# Ла-Есперанса (Техас)
Ла-Есперанса (англ. La Esperanza) — переписна місцевість (CDP) в США, в окрузі Старр штату Техас. Населення — 217 осіб (2020).

## Географія
Ла-Есперанса розташована за координатами 26°25′53″ пн. ш. 98°53′32″ зх. д. / 26.43139° пн. ш. 98.89222° зх. д. (26.431314, -98.892272).  За даними Бюро перепису населення США в 2010 році переписна місцевість мала площу 0,07 км², уся площа — суходіл.

## Демографія
Згідно з переписом 2010 року, у переписній місцевості мешкало 229 осіб у 56 домогосподарствах у складі 55 родин. Густота населення становила 3119 осіб/км².  Було 68 помешкань (926/км²).
Расовий склад населення:
| - 77,7 % — білих - 2,2 % — корінних американців - 19,7 % — осіб інших рас |

До двох чи більше рас належало 0,4 %. Частка іспаномовних становила 96,9 % від усіх жителів.
За віковим діапазоном населення розподілялося таким чином: 42,4 % — особи молодші 18 років, 54,1 % — особи у віці 18—64 років, 3,5 % — особи у віці 65 років та старші. Медіана віку мешканця становила 23,8 року. На 100 осіб жіночої статі у переписній місцевості припадало 84,7 чоловіків;  на 100 жінок у віці від 18 років та старших — 85,9 чоловіків також старших 18 років.
Цивільне працевлаштоване населення становило 0 осіб. 